# Aethionema eunomioides
Aethionema eunomioides är en korsblommig växtart som först beskrevs av Pierre Edmond Boissier, och fick sitt nu gällande namn av Joseph Friedrich Nicolaus Bornmüller. Aethionema eunomioides ingår i släktet Aethionema och familjen korsblommiga växter. Inga underarter finns listade i Catalogue of Life.